# Эгерия (IV век)
Эгерия (Этерия, лат. Egeria, Aetheria, также упоминалась как Сильвия; IV век) — паломница, по происхождению, возможно галльская или галлекская монахиня или зажиточная женщина, которая совершила паломничество в Святую Землю, вероятней всего, в 381—384 годах. Она оставила отчет о своем путешествии в длинном письме к своим домашним — «Itinerarium Egeriae», которое фрагментарно сохранилось в составе позднего кодекса XI века. Это произведение, судя по всему, древнейший сохранившийся прозаический текст, написанный женщиной.

## Itinerarium Egeriae
Эгерия описала своё путешествие в письме, которое теперь известно под названием Itinerarium Egeriae («Путешествие Эгерии»). Также его иногда называют Peregrinatio Aetheriae («Паломничество Этерии») или Peregrinatio ad Loca Sancta («Паломничество в Святую Землю») и т. д. Средняя часть этого сочинения сохранилась и вошла в Codex Aretinus, который был составлен в римском монастыре Монтекассино в XI веке; начало и конец письма утрачены, имя сочинителя в нём не упоминается. Этот кодекс, помимо данного текста содержащий трактат Илария Пиктавийского, De mysteriis, и его же 2 гимна, был обнаружен в 1884 году итальянским ученым Джан Франческо Гамуррини в монастырской библиотеке Ареццо, куда она, вероятно, попала в 1599 году. Гамуррини первым опубликовал «Путешествие», но с рядом погрешностей, и православное Палестинское Общество поручило приват-доценту Санкт-Петербургского Университета И. И. Холодняку, который в 1887 году был в Италии, скопировать его. Русский перевод был опубликован в 1889 году.
Лакуны в тексте «Путешествия» частично позволяют заполнить написанное на его основе сочинение монтекассинского монаха Петра Диакона De locis sanctis (с дополнениями по Беде Достопочтенному).
Дошедшая до нас информация о сочинительнице, в первую очередь, её имя, происходит из письма, написанного в VII веке галисийским монахом по имени Валерий из Бьерсо (Valerius Bergidensis), который говорит о ней как о своей соотечественнице и цитирует несколько фрагментов. Это письмо, напечатанное еще в XVIII веке, в 1903 году было изучено французским учёным по имени Dom M. Férotin, который отождествил упомянутую в нём Эгерию с автором «Путешествия», после чего сочинительница приобрела личное имя. Разные списки его текста дают различные формы написания имени (Egeria, Etheria, Aetheria, Echeria, Heteria, Eiheria), вариант «Эгерия» по толедской копии 902 года принят за стандарт с 1948 года.

### Датировка

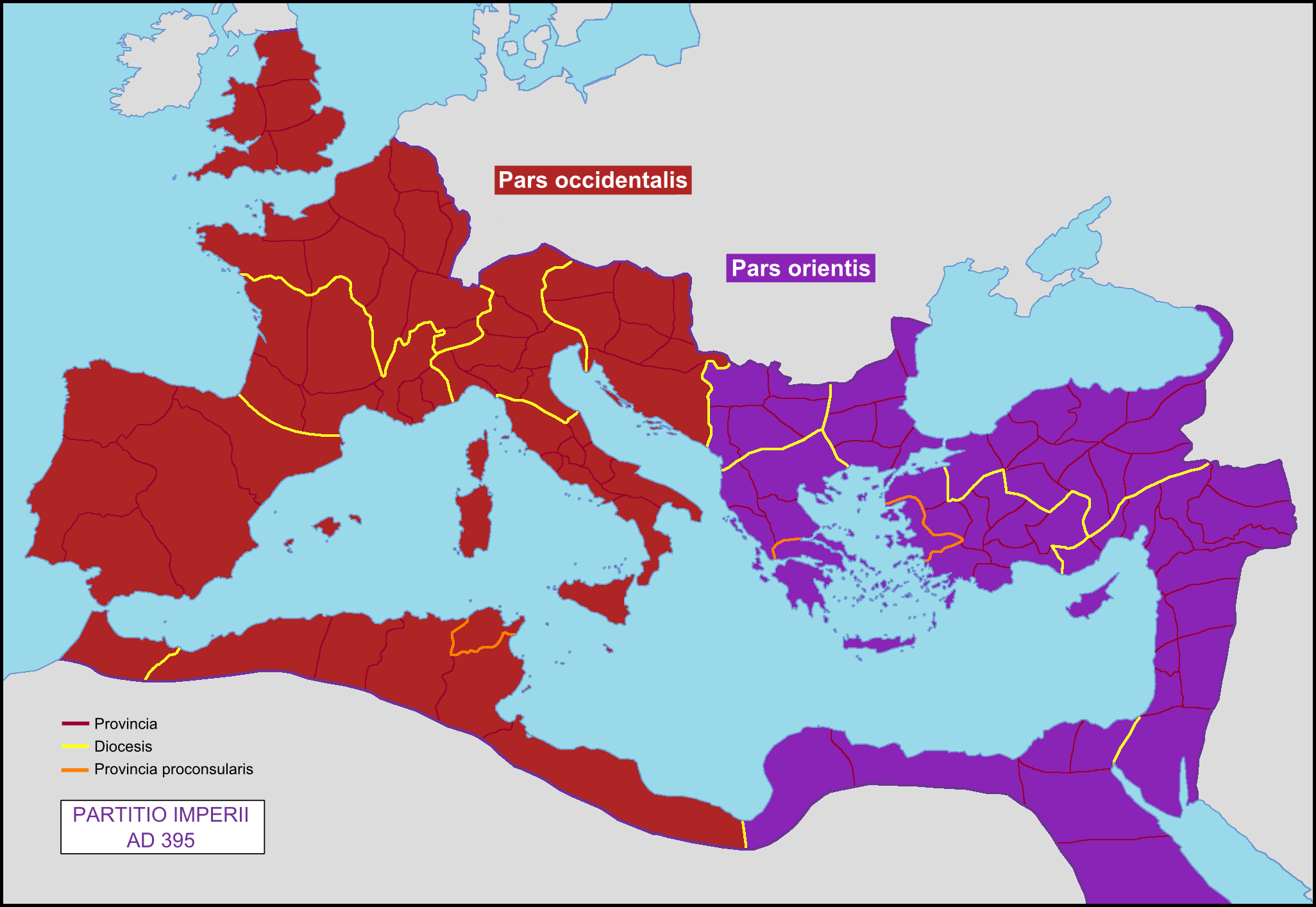
Карта раздела Римской империи после смерти Феодосия в 395 году

Паломничество было совершено после Константина Великого, потому что его постройки в Иерусалиме описываются с большою подробностью, и до Юстиниана, о сооружениях которого на Синае и в Константинополе не говорится ничего. Сократить промежуток до 372—394 годов помогает упоминание церкви в Эдессе.

### Сочинение
Паломница пожелала посетить святые места Востока, начиная с Египта (где была в Фиваиде), Синай, Палестину, Сирию и Малую Азию, останавливаясь в памятных святых местах. Ровно три года она прожила в Палестине, в Иерусалиме, из которого совершала экскурсии по различным библейским местам.

И так, снова продолжая путь через несколько ночлегов, я прибыла в город, имя которого читается в писании, то есть Ватанис, каковой город существует и до ныне. В нем находится церковь с епископом по истине святым, отшельником и исповедником; есть и несколько гробниц святых. Город изобилует множеством жителей; в нем расположены и воины со своим трибуном. Отправившись оттуда, мы, о имени Христа Бога нашего, прибыли в Едессу и, прибыв туда, тотчас направились к церкви и к гробнице Святого Фомы. И там мы, по обыкновению, произнесли молитвы и исполнили все, что обыкновенно делали в Святых местах; прочли также некоторые места из Святого Фомы. Там есть церковь, большая и очень красивая, выстроенная недавно и вполне достойная быть домом Божиим; и так как было многое, что я желала там видеть, то мне было необходимо остановиться там на три дня.

Сочинение написано по образцу анонимного путешествия, описанного т. н. Бордоским Паломником (ок. 333) примерно на полвека раньше. Оно представляет собой письмо, адресованное на родину, и предназначено быть справочником по священным местам и одновременно отчётом и духовным наставлением для читателей. Сохранившиеся части документа включают 2 фрагмента примерно равной длины.

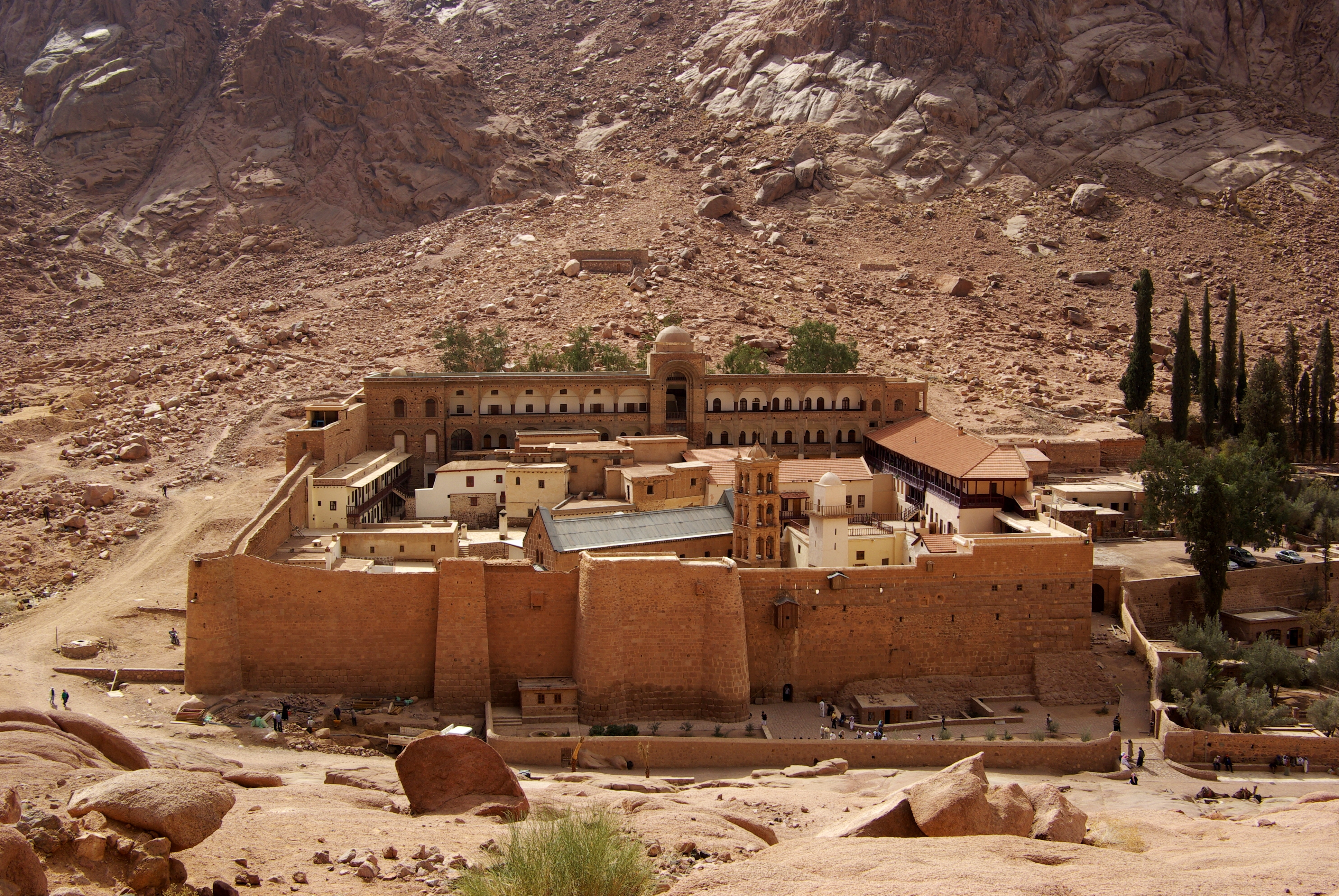
Монастырь святой Екатерины на Синае основан в 330 году

Один (23 главы) открывается описанием пейзажа в северо-восточном Египте и рассказывает о приготовлении Эгерии к подъёму на Синай, рассказывает о её возвращении в Иерусалим и поездке в Месопотамию и завершается возвращением в Константинополь. Окончив путешествие, она вернулась в Константинополь, где пожелала рассказать о своем паломничестве «сестрам», остававшимся на родине. Она встречает епископов и других видных клириков, посещает могилы героев Ветхого Завета и другие библейские достопримечательности, общается с отшельниками Сирии и Месопотамии, выражает своё любопытство и восхищение на различные духовные темы.

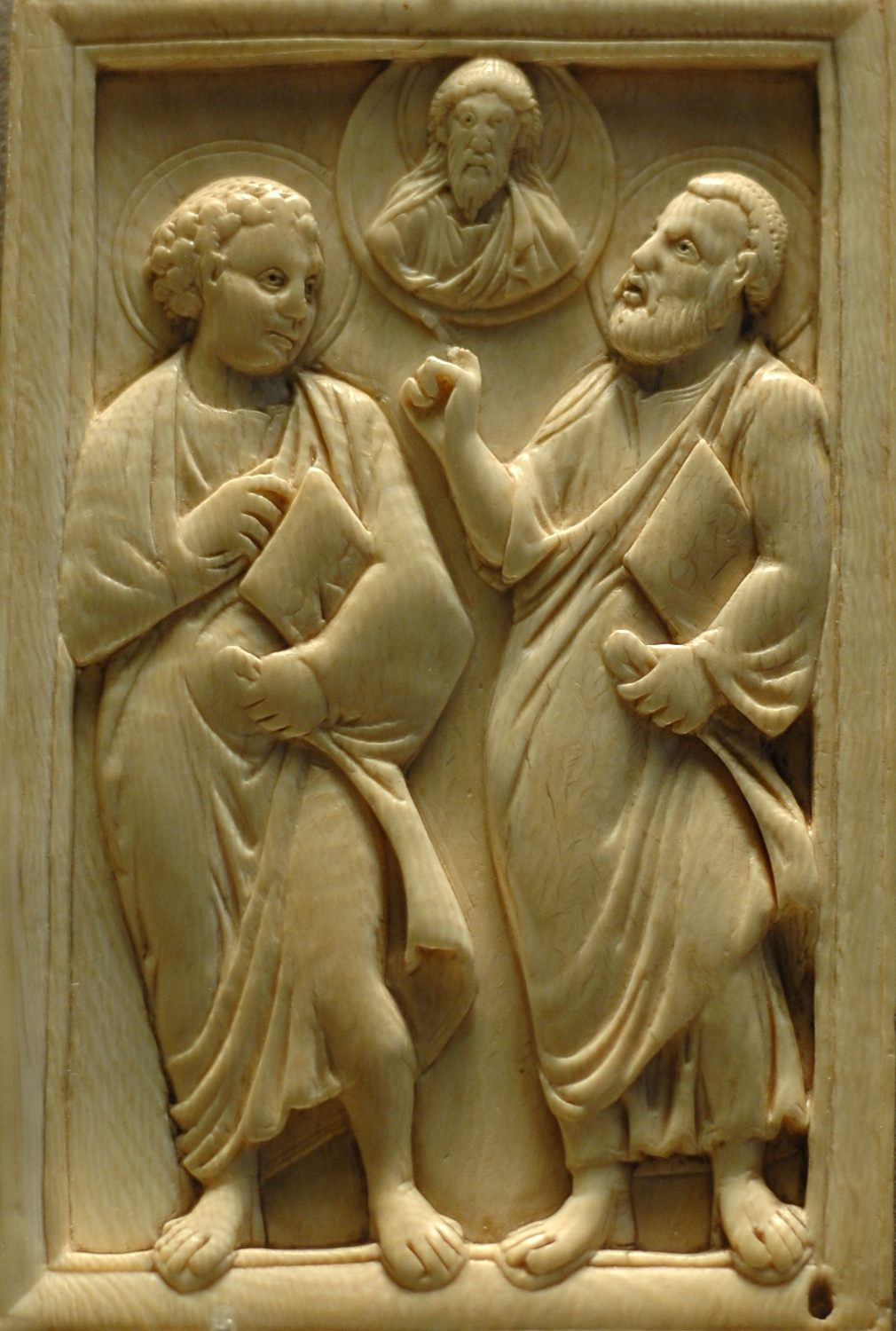
Два апостола. V век, слоновая кость

Вторая часть работы (26 глав) представляет собой описание Эгерией христианского богослужения, совершавшегося в Иерусалиме, особенно крещения, детализация правил поста, отчёт о катехуменах. Большая часть текста написана неофициальным, бойким языком, но иногда автор берёт приподнятый тон, чтобы придать рассказу о глубоких религиозных событиях торжественный оттенок.
Эгерия описывает монахов, многие святые места и достопримечательности, которые ей довелось увидеть в своём путешествии. Она описывает даже удивившие её детали литургии Иерусалимской церкви и формировавшегося в это время годового богослужебного круга. Описание Эгерии является крайне важным, поскольку является свидетельством развития литургии (например, Великий пост, Великая пятница и т. п.). Она оставила первое описание практики и воплощения литургических сезонов, как они существовали в её эпоху — период ещё до отделения праздника Рождества Христова от Богоявления. Ей же принадлежит самое древнее свидетельство об иерусалимском бдении в ночь на Великую пятницу. Она рассказывает о подготовке катехуменов к крещению, происходившей в течение сорока дней Великого поста.
Кроме того, это сочинение является ценным источником для филологов по вопросу об изменениях в лексике и грамматики народной латыни, помогая проследить стадии формирования многих слов в романских языках.

## Личность
Из того, что Эгерия сравнивает Евфрат по величине и по быстроте течения с Роной, профессор Хагит Сиван (Hagith Sivan) сделала вывод, что она родом из Галлии, из Арля; с этим вполне согласуются и слова епископа Едесского, говорящего, что она прибыла туда de extremis porro terris. Если верить Валерию, она происходила из современной Испании.
Исследователь пишет: «Судя по обстановке, в которой она совершала свои паломничества, и по тому, что везде её принимали с вниманием и даже почетом, можно заключать, что анонимная путешественница принадлежала к лицам богатым и знатным: её сопровождает многочисленная свита, везде её встречают и провожают епископы, в местностях подозрительных её конвоирует военная стража».

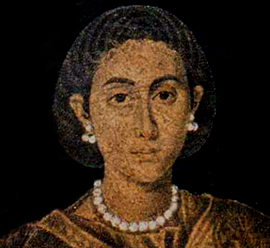
Портрет неизвестной женщины IV века, т.н. Галла Плацидия

Она была образована, хорошо знала Писание и апокрифы, немного знала греческий язык, но не знала древнееврейского языка, что говорит о том, что она не получила классическое образование, которое давали аристократкам того периода (например, Паула, Фальтония Бетиция Проба, Мелания Старшая, Марцелла). Судя по тому, как она поднималась на Синай и другим экскурсиям, и упоминанию о том, что она имела fortiori corpore, вряд ли она была немолодой.
В XIX веке, до находки письма христианского монаха Валерия, в котором упомянуто её имя, выдвигались различные версии о том, кем сочинительница могла являться на самом деле:
- Галла Плацидия (по Колеру; существовало позднее предание о её путешествие в Палестину, предположение считалось маловероятным).
- Блаженная Сильвия или Сальвия, сестра уроженца Аквитании префекта Руфина (по Гамуррини). О её путешествии рассказывает Палладий Еленопольский в своем «Лавсаике». Упомянутое Палладием путешествие было совершено во второе консульство Феодосия, в 388 году.
- Флавия, аббатиса из Галлии (по H. Goussen), которая основала латинский монастырь в Иерусалиме до 454 года[9]

### Монахиня или мирянка?

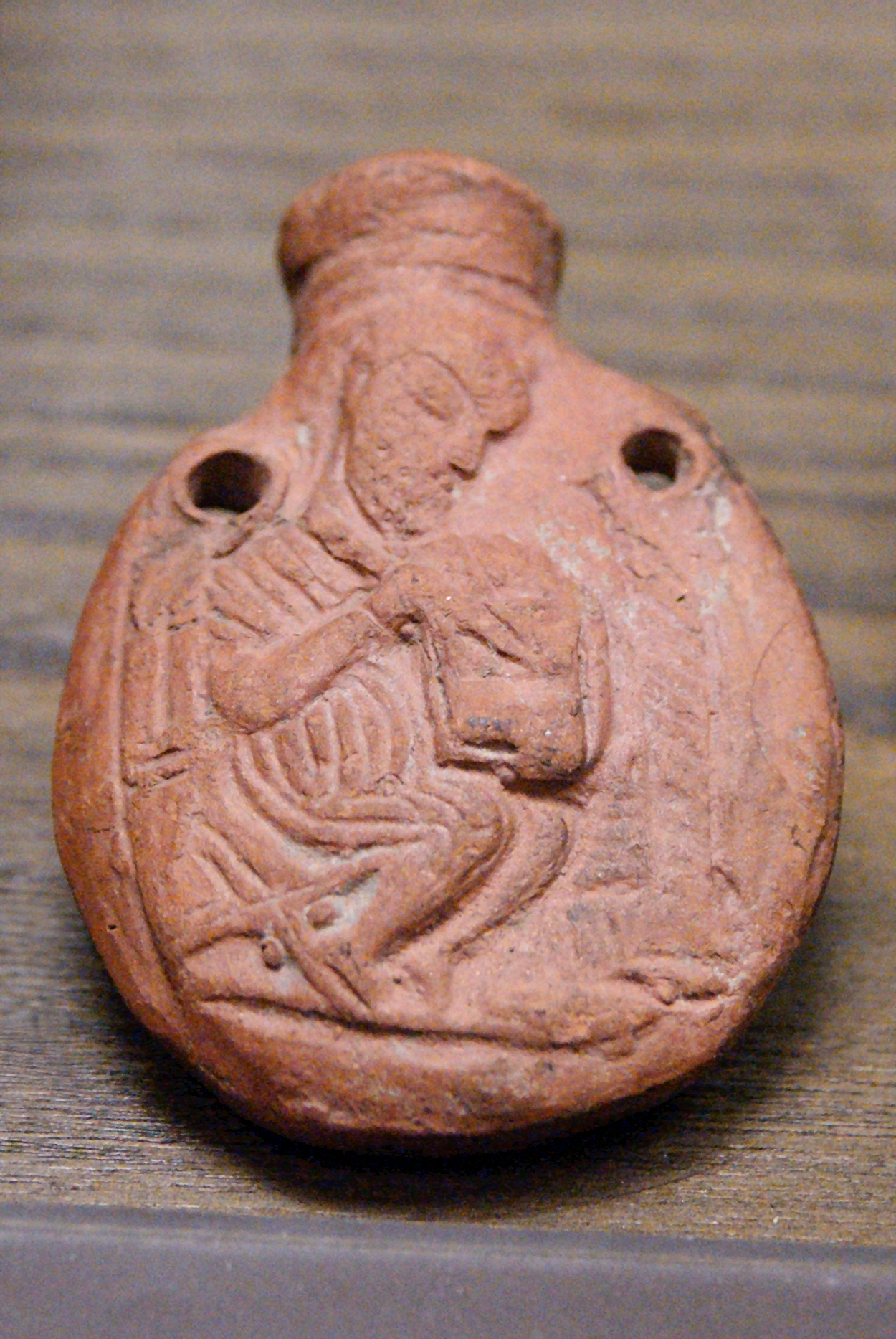
Фляжка пилигрима из Эфеса, терракота, VI век

Валерий восхваляет Эгерию и называет её монахиней, возможно, по той причине, что она обращалась к своим адресатам как к «сестрам» (лат. sorores), впрочем, она могла писать и родственницам. Однако другие (например, Hagith Sivan, 1988) указывают на то, что в её эпоху было общепринятым обращаться к христианам как к «братьям и сестрам». Кроме того, Валерий считал, что она была монахиней, поскольку отправилась в такое далекое путешествие, хотя известны и другие мирские женщины того периода, которые совершали такие паломничества.
Противники такой версии выдвигают доводы против её возможного монашества, например: её свобода в совершении столь длительного паломничества, свободное изменение планов, высокая стоимость путешествия, высокий уровень её образования, то, что в своем послании она основное внимание уделяет достопримечательностям, а не чудесам, как это было обычно для писем клириков. Если принять во внимание социальные ограничения в положении женщин той эпохи, обе версии представляются одинаково вероятными. Подобные свободы не были доступны женщинам среднего класса без их семей, столь длительные путешествия в одиночку были редки для женщин той эпохи, а чудеса могли быть описаны в утраченной части письма. Тот факт, что она провела вне дома три года и была финансово независима, указывает, что она не принадлежала к среднему классу, или же могла быть gyrovague — принадлежать к бродячим монахам, которые, как гласит устав святого Бенедикта, путешествовали по монастырям.

## Издания
- PEREGRINATIO AD LOCA SANCTA SAECULI IV EXEUNTIS Паломничество по Святым местам конца IV века (изданное, переведенное и объясненное И. В. Помяловским) // Православный палестинский сборник. Вып. 20. СПб. 1889
- Письма паломницы IV века. М., 1994.
- John Wilkinson, Egeria’s Travels: Newly Translated (1999)
- Gingras, George. Egeria: Diary of a Pilgrimage. 1970